# FK Bežanija Belgrado
FK Bežanija Belgrado (Servisch: ФК Бежанија) is een Servische voetbalclub uit Novi Beograd, een deelgemeente van de hoofdstad Belgrado.
De club werd in 1921 opgericht als SOKO en veranderde later de naam in BSK (Bezanski Sportski Klub). BSK speelde enkel vriendschappelijke wedstrijden. Na de Tweede Wereldoorlog veranderde de club de naam in Jedinstvo Beograd. Van 1946 tot 1952 speelde de club in de Sremskoj Ligi en schakelde in 1952 over naar de Belgrado-liga. Voor de start van het seizoen 1955/56 werd de huidige naam aangenomen. Van 1965 tot 1989 speelde de club in de 1ste of 2de klasse van de Belgrado-liga. Daarna promoveerde de club naar de Servische liga, toen nog een onderdeel van de Joegoslavische competitie.
Na de verbrokkeling van Joegoslavië kon de club nog niet doorstoten naar de hoogste klasse. In 2006 werd voor het eerst promotie afgedwongen naar de hoogste klasse en is daarmee medeoprichter van de Servische competitie, daar Montenegro zich midden 2006 afscheurde van het land. Na twee seizoenen degradeerde de club. 
Vanwege financiële problemen werd de club in 2019 door de bond teruggezet en ging op het zesde niveau verder in de regionale competitie rond Belgrado.

## FK Bežanija in Europa
#Q = #kwalificatieronde, T/U = Thuis/Uit, W = Wedstrijd, PUC = punten UEFA coëfficiënten .
Uitslagen vanuit gezichtspunt FK Bežanija Belgrado
| Seizoen | Competitie | Ronde | Land             | Club           | Totaalscore | 1e W    | 2e W    | PUC |
| ------- | ---------- | ----- | ---------------- | -------------- | ----------- | ------- | ------- | --- |
| 2007/08 | UEFA Cup   | 1Q    | Vlag van Albanië | KS Besa Kavajë | 2-2 u       | 2-2 (T) | 0-0 (U) | 1.0 |

Totaal aantal punten voor UEFA coëfficiënten: 1.0